# Graffi'6
Graffi'6 est un bloc de programmes pour la jeunesse diffusé sur M6 de 1987 à 1990.

## Dessins animés
- Kidd Video[2],[3]
- Denis la Malice
- Albator
- Capitaine Flam
- Capitaine Sheider
- Edgar, le détective cambrioleur
- Goldorak
- La Bande à Ovide
- Les Catcheurs du Rock (en)
- Les Familles Sylvanians
- Mazinger Z
- Rody le petit Cid
- Les Entrechats
- San Ku Kaï
- Sharivan
- Spiral Zone
- Super Durand
- Tom Sawyer
- Ultraman 80 (en)
- Oum le dauphin